# EPSXe
ePSXe — эмулятор игровой приставки PlayStation. Выпуск программы состоялся 14 октября 2000 года. ePSXe распространяется по лицензии freeware.
Как и большинство современных эмуляторов, ePSXe использует плагины для эмуляции графического и звукового процессоров, а также оптического привода приставки. Кроме того, для запуска ePSXe необходим файл BIOS, полученный в результате дампа PlayStation, по этой причине разработчиков эмулятора невозможно обвинить в нарушении авторских прав компании Sony, а использование эмулятора считается абсолютно легальным, если пользователь самостоятельно снял BIOS с личной PlayStation при наличии у себя данной приставки.
ePSXe может запускать игры с компакт-диска либо из различных образов, находящихся на жёстком диске. За некоторыми исключениями, программа может безупречно запускать многие игры для PlayStation; определённую роль играют плагины и их настройки.
На версиях 1.5.x отлично работают приблизительно 95 % игр и для многих игр существуют специальные патчи формата .ppf, которые улучшают совместимость или помогают решить определённые проблемы.
По сообщению разработчиков, работа над версией эмулятора 1.7.0 была начата летом 2007 года.
| Системные требования |                           |                                               |
| Характеристика       | Минимальные требования    | Рекомендуемые требования                      |
| Процессор            | Pentium III 800           | Pentium IV 2.0                                |
| ОЗУ                  | 256 МБ                    | 768 МБ                                        |
| Видеокарта           | с поддержкой 3D-ускорения | с поддержкой DirectX или OpenGL               |
| CD-ROM (опционально) | 16x                       | быстрее, чем 16x и с хорошим временем доступа |
| ОС                   | Windows 9x / GNU/Linux    | Windows 2000 или XP / GNU/Linux               |
| DirectX              | DirectX 7a                | DirectX 9                                     |

- Видео: Большинство плагинов для эмуляции графического процессора могут работать с Direct3D, OpenGL, или Glide и распространяются по лицензиям freeware или open source.
- Аудио: Плагины эмуляции аудиопроцессора могут воспроизводить различные звуки и музыку.
- CD-ROM: ePSXe имеет изначальную поддержку оптического привода, но существуют и альтернативные плагины для эмуляции различных типов чтения дисков.
- Манипуляторы: В большинстве случаев достаточно имеющихся у ePSXe возможностей; плагины сторонних разработчиков позволяют использовать нестандартные манипуляторы, такие, как DualShock с USB-переходником.